# Hofmark Iffeldorf
Die Hofmark Iffeldorf war eine geschlossene Hofmark in Iffeldorf, einer Gemeinde im Landkreis Weilheim-Schongau in Bayern.

## Geschichte

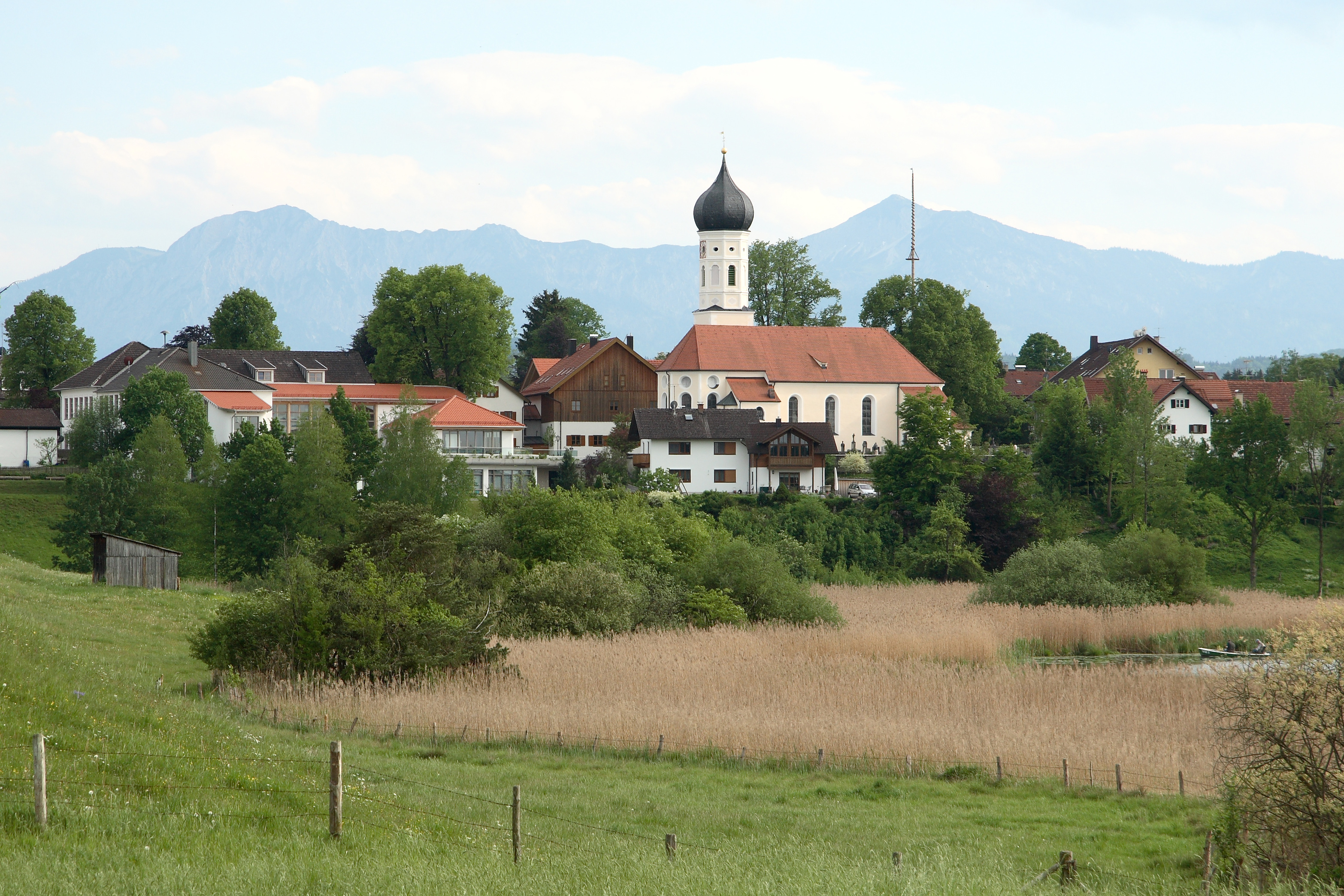
Iffeldorf mit Pfarrkirche St. Vitus

Ende des 14. Jahrhunderts gelangte die Hofmark Iffeldorf in den Besitz der Edlen von Höhenkirchen, die zu diesem Zeitpunkt auch die Hofmark in Königsdorf besaßen. Ihr Schloss befand sich auf dem Grundstück der heutigen Grundschule. 
In der zweiten Hälfte des 16. Jahrhunderts erlebten die Höhenkirchner eine Blütezeit. Während des Dreißigjährigen Krieges brannte 1634 das Schloss ab. Die in den Folgejahren immer mehr verarmenden Höhenkirchner mussten 1653 die Hofmark Iffeldorf an das Kloster Wessobrunn verkaufen, wo sie bis zur Säkularisation 1803 verblieb.